# Randolph Churchill (1911–1968)
Randolph Frederick Edward Spencer-Churchill, född 28 maj 1911 i London, död 6 juni 1968 i East Bergholt, Suffolk, var en brittisk politiker och journalist. Han var son till sir Winston Churchill och far till Winston Churchill (1940–2010). Randolph Churchill var ledamot av underhuset 1940–1945. Han var uppkallad efter sin farfar, lord Randolph Churchill. 
Efter sin fars död påbörjade Randolph tillsammans med Martin Gilbert en biografi om sin far som kom att omfatta åtta band – det första utkom 1966. Randolph avled dock efter att två av dessa utgivits, varpå Martin Gilbert ensam fortsatte med biografin. Den sista boken utkom 1988.
Randolph Churchill var 1939–1946 gift med Pamela Digby, med vilken han fick sonen Winston Churchill. Åren 1948–1961 var han gift med June Osborne (1922–1980), med henne fick han dottern Arabella Churchill (1949–2007).